# Сецесія українських студентів Львівського університету
Сецесія українських студентів Львівського Університету 1901 — 1902 років — одна з найбільших масових акцій у боротьбі за український університет у Львові як реакція на рішення університетської влади виключити організаторів українських студентських віч і демонстрацій та на її заклик до погромів проти українського студенства.
Сецесії підтримала українська суспільність і створила так званий «Сецесійний фонд» для продовження студій в австрійських університетах поза Галичиною: у Відні, Празі й Граці, а також у Кракові. У сецесіях взяло участь 440 студентів Львівського університету.
Вони тривали від 1 грудня 1901 року до літнього семестру 1902 року. Практичних наслідків сецесія не дала. Українські вимоги рівноправности української мови в університетському урядуванні та створення кількох українських кафедр, (початково українці домагалися також заснування окремого українського університету або поділу Львівського Університету на два — українського і польського) були австрійськими урядовими органами проігноровані.
Позитивним наслідком сецесій була популяризація в австрійському парламенті та у прилюдній опінії Європи ідеї заснування українського університету, як також поширення духових обріїв українського студентства внаслідок їх перебування в університетах інших країн Австро-Угорської імперії. На думку деяких тогочасних публіцистів, як і пізніших істориків, сецесії мали негативні наслідки, як «втеча з поля бою» чи вияв «пасивного опору», і призвели не тільки до послаблення організованого студентського життя, але й усієї боротьби за український університет.